# شهرك غواتر
شهرك غواتر (بالفارسية: شهرک گواتر) هي قرية تقع في قسم سند ميرثويان الريفي (مقاطعة تشابهار) في إيران. يقدر عدد سكانها بـ 688 نسمة بحسب إحصاء 2016.